# Вишняковский переулок
Вишняковский переулок (до 1922 — Лужниковский переулок, ранее также известен как Кузнецкий переулок) — переулок в Центральном административном округе города Москвы на территории района Замоскворечье. Проходит от Большой Татарской улицы, пересекая Новокузнецкую улицу, до Пятницкой улицы. C нечётной (южной) стороны к нему примыкает улица Бахрушина.

## Происхождение названия
Получил название 7 июня 1922 года по фамилии командира приказа (полка) Матвея Вишнякова, жившего в стрелецкой слободе в этой местности. Прежнее название — Лужниковский переулок — по заливным лугам, примыкавшим к старице реки Москвы (современный Водоотводный канал), давших название дворцовой слободе «в Больших Лужниках»; Кузнецкий (середина XIX века) — по чёрной Кузнецкой слободе, центром которой был существующий храм свт. Николая в Кузнецкой слободе.

## История
На пересечении переулка и Новокузнецкой улицы первоначальным проектом Горьковско-Замоскворецкой (ныне — Замоскворецкой) линии Московского метрополитена планировалась станция метро «Вишняковский переулок». Она должна была открыться на пущенном в 1943 году участке между станциями «Климентовский переулок» (сооружена как «Новокузнецкая») и «Павелецкий вокзал» (сооружена как «Павелецкая»), однако она не вошла в число необходимых объектов в Генеральном плане реконструкции Москвы и построена не была.

## Здания и сооружения
По нечётной стороне:

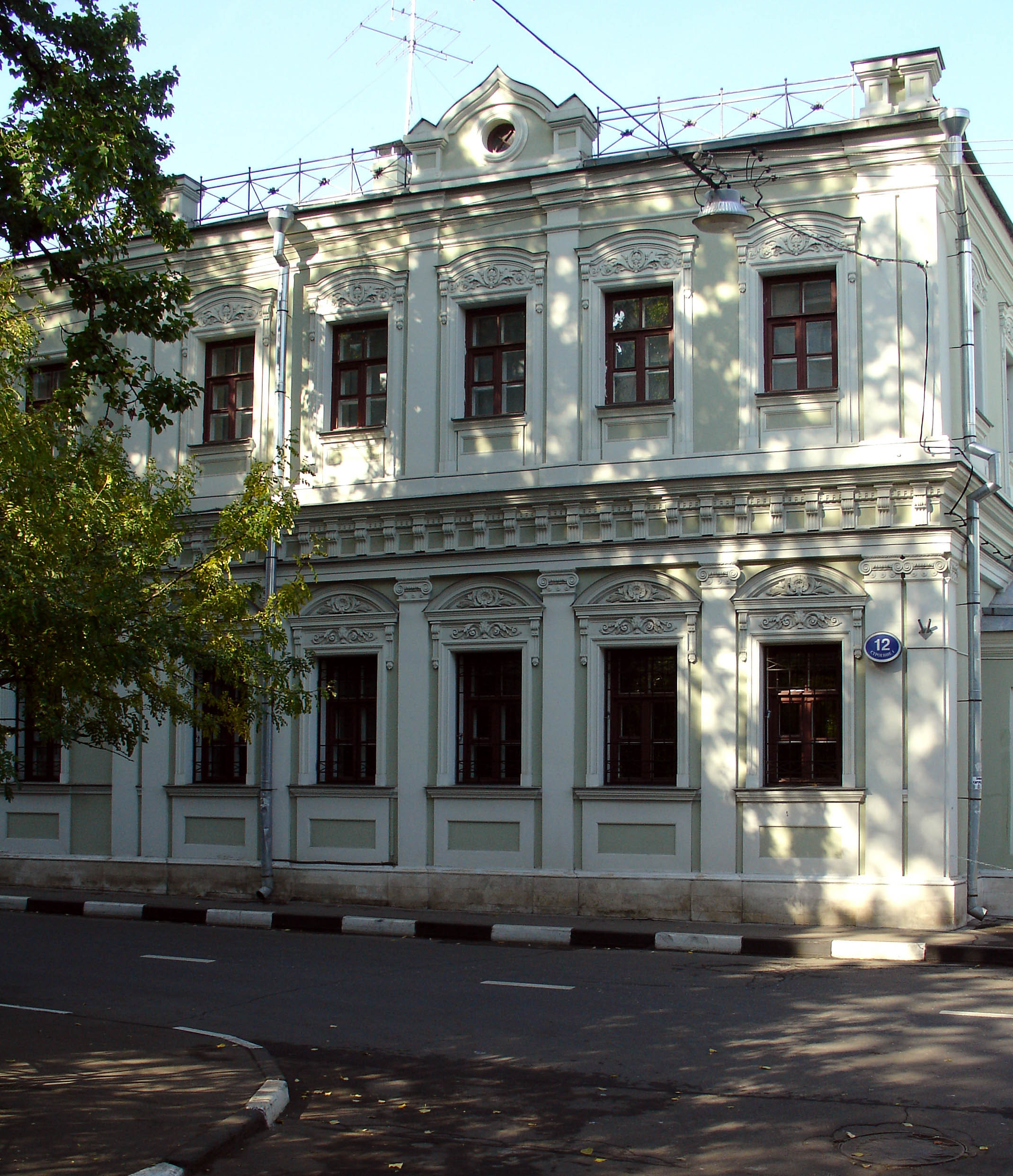
№ 12, Московский музей образования

- № 15/23 — Храм Святителя Николая в Кузнецах (также известен как «в Лужниках», «в Кузнецкой слободе») с крестильным храмом Владимира равноапостольного. Построен в 1805—1847 гг. на месте храма, известного, как минимум, с 1625 года. В конце 2006 года Правительство Москвы, по согласованию с РПЦ и частными застройщиками, утвердило план дальнейшей реконструкции этого участка[3].
- № 23 — бывшая усадьба Лукутиных. Изначально трёхэтажный дом, построенный во второй половине XVIII века, в 1910 году по проекту П. А. Ушакова был надстроен четвёртым этажом, тогда же было выполнено оформление здания в неоклассическом стиле. В 1930-х годах здание было надстроено двумя, а в 1980-х годах — ещё тремя этажами[4][5].

По чётной стороне:
- Новокузнецкая, 17/19 — панельный жилой дом, в котором жил Шурик из фильма «Иван Васильевич меняет профессию» («Пьяный дом» — народное название).
- № 12 — доходный дом Е. И. Ленивовой (1891, архитектор Н. Н. Васильев). С 2005 года — Московский музей образования[1].
- № 14 — дом причта храма Троицы Живоначальной в Вишняках.
- № 14/51 стр.3 — Храм Троицы Живоначальной в Вишняках, построена в несколько этапов в начале XIX века, современный вид приобрела в 1820-е годы. Авторство основного объёма приписывается А. Г. Григорьеву, однако академическими источниками не подтверждается. Архитекторы колокольни Ф. М. Шестаков и Н. И. Козловской[6][7].